# Idaea albarracina
Idaea albarracina är en fjärilsart som beskrevs av Hans Reisser 1934. Idaea albarracina ingår i släktet Idaea och familjen mätare. Inga underarter finns listade i Catalogue of Life.